# Edgard Gunzig
Edgard Gunzig (Mataró (Spanje), 23 juni 1938) is een Belgisch kosmoloog en emeritus hoogleraar aan de Université libre de Bruxelles (ULB).
Gunzig werd geboren bij de Internationale Brigades tijdens de Spaanse Burgeroorlog. Zijn ouders, Jakob Gunzig en Rachel Ekstejn die in 1938 in Spanje huwden, waren van Joods-Belgische komaf en waren daarvoor een tijd als zionisten in Palestina geweest. Na opgegroeid te zijn onder het bewind van Jozef Stalin in door de Sovjet-Unie ingelijfd gebied wat daarvoor tot Polen behoorde, ging hij in 1957 studeren aan de ULB. Gunzig doctoreerde in 1971 aan de ULB en bekleedde er daarna de leerstoel theoretische natuurkunde. Hij won in 1978 onder andere samen met Robert Brout en François Englert de eerste prijs in de International Gravity Contest, uitgereikt door de Gravity Research Foundation voor het essay "The Causal Universe". Schrijver Thomas Gunzig (1970) is een zoon van hem.